# Ernesto Lazzatti
Ernesto Lazzatti (* 25. September 1915 in Ingeniero White, Bahía Blanca; † 30. Dezember 1988) war ein argentinischer Fußballspieler und späterer -trainer. Sowohl als Spieler als auch als Coach holte er mit den Boca Juniors die argentinische Meisterschaft.

## Karriere

### Spieler
Ernesto Lazzatti wurde am 25. September 1915 in Ingeniero White, einem Stadtteil von Bahía Blanca in der Provinz Buenos Aires geboren. Bei Puerto Comercial, einem in Bahía Blanca ansässigen Klub, begann er mit dem Fußballspielen und wurde dort von Spähern des Hauptstadtvereins Boca Juniors entdeckt. Die Juniors nahmen Ernesto Lazzatti dann schließlich 1934 als Profispieler unter Vertrag. Der Mittelfeldspieler agierte in den folgenden dreizehn Jahren im Trikot der Boca Juniors und absolvierte in dieser Zeit 379 Ligaspiele, in denen ihm sechzehn Treffer gelangen. Gleich in seiner ersten Saison bei dem Verein aus dem Arbeiterviertel La Boca konnte Lazzatti die argentinische Meisterschaft gewinnen. In der Primera División 1934 standen die Boca Juniors nach dem Ende aller Spieltage auf Platz eins mit einem Vorsprung von einem Zähler vor Independiente Avellaneda. Im Jahr darauf konnte man diese Meisterschaft verteidigen, diesmal trennten Boca drei Punkte vom erneuten Hauptkonkurrenten Independiente. In der Folge dauerte es fünf Jahre bis 1940, ehe die Boca Juniors und Ernesto Lazzatti wieder die argentinische Meisterschaft erringen konnten. Wiederum vor Independiente beendete man die Primera División als Erster, was für Ernesto Lazzatti die dritte Meisterschaft mit den Boca Juniors bedeutete. Mit El Pibe de Oro, so Lazzattis Spitzname, den im Übrigen Jahrzehnte später auch Diego Maradona verpasst bekommen sollte, zeigten sich die Boca Juniors in der Saison 1943 wieder erfolgreich. Man wurde Erster in der Primera División mit einem Punkt Vorsprung auf Titelverteidiger CA River Plate. Und ein Jahr darauf folgte dann der fünfte und letzte Meistertitel für Ernesto Lazzatti im Trikot der Boca Juniors. Diesmal ließ man River Plate mit zwei Punkten hinter sich. 
Ernesto Lazzatti spielte noch bis 1946 bei den Boca Juniors, ehe er den Verein in Richtung Uruguay verließ. Lazzatti schloss sich dem Klub Danubio FC an und verbrachte dort noch zwei Jahre im uruguayischen Fußball, ehe er 1948 im Alter von 33 Jahren seine aktive Laufbahn als Fußballspieler beendete.

#### Nationalmannschaft
In den Jahren 1936 und 1937 brachte es Ernesto Lazzatti auf insgesamt vier Einsätze in der argentinischen Fußballnationalmannschaft. Ein Treffer gelang ihm dabei nicht. In diese Zeit fällt die Teilnahme am Campeonato Sudamericano 1937, das von der argentinischen Mannschaft siegreich gestaltet werden konnte. Im entscheidenden Finalspiel vor 80.000 Zuschauern im alten Estadio Gasómetro von San Lorenzo setzte sich das argentinische Team um Spieler wie Vicente de la Mata, Roberto Cherro oder Antonio Sastre mit 2:0 nach Verlängerung durch und holte den Südamerikapokal ins eigene Land.

### Trainer
1950 löste Lazzatti nach dem dritten Spieltag den Ungarn Ferenc Plattkó als Trainer der Boca Juniors ab, der im Vorjahr noch den Abstieg des Vereins zu verhindern vermochte. Bis dahin hatte der Verein Einen Sieg und zwei Niederlagen zu verbuchen. Unter Lazzatti beendeten die Boca Juniors die Saison als Vizemeister. Lazzatti verließ danach den Verein, da er sich mit einem Mitglied der Vereinsleitung zerkriegt hatte. Danach eröffnete er eine Autohandlung in Temperley im Umland von Buenos Aires.
1954 übernahm er als Nachfolger von György Orth wieder den Trainerposten bei den Boca Juniors und wurde diesmal mit vier Punkten Vorsprung auf Independiente  Meister. Das war die erste Meisterschaft des Vereins seit er mit ihm 1944 als Spieler den Titel gewann. Die Boca Juniors hatten in diesem Jahr einen Zuschauerschnitt von 30.000, dem höchsten der Vereinsgeschichte. Lazzatti verabschiedete sich nach diesem Erfolg wieder vom Verein und wurde durch Jaime Sarlanga ersetzt. 
Er arbeitete fortan als Sportjournalist. Zunächst war er bei El Gráfico, danach bei La Prensa und Canal 7. 
Er starb am vorletzten Tag des Jahres 1988 im Alter von 73 Jahren.

## Erfolge

### Als Spieler
- Campeonato Sudamericano: 1×

1937 mit der argentinischen Nationalmannschaft
- Argentinische Meisterschaft: 5×

1934, 1935, 1940, 1943 und 1944 mit den Boca Juniors

### Als Trainer
- Argentinische Meisterschaft: 1×

1954 mit den Boca Juniors